# Пармський собор
Пармський собор (італ. Duomo di Parma; Cattedrale di Santa Maria Assunta) — римо-католицький собор у Пармі, Емілія-Романья (Італія), присвячений Успіню Пресвятої Діви Марії. Це єпископська резиденція Пармської єпархії. Це важливий італійський романський собор: купол, зокрема, прикрашений дуже впливовою ілюзіоністичною фрескою художника епохи Відродження Антоніо да Корреджо.

## Історія
Будівництво було розпочато в 1059 році єпископом Кадало, пізніше антипапою на ім'я Гонорій II, і освячено Пасхалом II у 1106 році. Нова церква сильно постраждала від землетрусу 1117 року, і її довелося реставрувати. Залишки первісної будівлі можна побачити в пресвітерії, трансепті, хорі та апсидах, а також у деяких фрагментах скульптури. Широкий фасад був завершений у 1178 році: він має три поверхи лоджії та три портали, двері яких створив Лукіно Бьянкіно в 1494 році. Між центральними і правими дверима знаходиться гробниця математика Бьяджо Пелакані, який помер у 1416 році.
Готична дзвіниця була добудована пізніше, в 1284-1294 роках: була задумана подвійна споруда з лівого боку, але її так і не почали. Поруч із собором розташований восьмикутний Пармський баптистерій.

## Інтер'єр
Інтер'єр має план латинського хреста, з центральним нефом і двома боковими нефами, розділеними пілястрами. Пресвітерій і трансепт підняті, щоб залишити місце для нижнього склепу. В останньому зберігаються фрагменти стародавніх мозаїк, які показують наявність тут культового храму принаймні 3-го або 4-го століття нашої ери. Бічні каплиці були побудовані для розміщення гробниць знатних родин Парми: дві з них, каплиця Валерія та каплиця Комуни, зберегли оригінальний оздоблення 14 століття.
Особливої уваги заслуговують капітелі, що характеризуються багатим оздобленням листям, міфологічними фігурами, сценами війни, а також біблійними та євангельськими сценами. Капітелі позбавлені золотого розпису 16 століття, спочатку були поліхромними.
У правому трансепті знаходиться Поклад Бенедетто Антеламі (1178). Цикл фресок у стінах нефа та апсиди створений Латтанціо Гамбара та Бернардіно Гатті. Уздовж нефа, в люнетах над прольотами — монохромні фрески старозавітних сюжетів, а також події страстей. Це досягає кульмінації в куполі апсиди, фресками «Христос, Марія, святі та ангели у славі» (1538—1544) Джироламо Маццола Бедолі. Фрески 15-го століття в каплиці Валерія приписують майстерні Бертоліно де Гроссі. Ті, що в Капеллі дель Комуне, імовірно тими ж руками, були намальовані після чуми 1410—1411 років і присвячені святому Себастьяну. У склепі є пам'ятник святому Бернардо ді Уберті, єпископу Парми 1106—1133 рр., покровителю єпархії. Пам'ятник, виконаний у 1544 році Просперо Клементі та Джироламо Клементі за проектом Маццоли Бедолі.
У ризниці є твори, приписувані Лукіно Бьянкіні (1491). Є чотири рельєфи Бенедетто Антеламі з 1178 року. На порталі також є дві різьблення Лукіно Бьянкіно. Два великих мармурових лева підтримують колони архівольту, і були вирізьблені в 1281 році Джамбоно да Біссоне. У каплиці Равакальді є фрески, які приписують майстерні Бертоліно де Грассі.
Головною особливістю інтер'єру є фреска Успіння Богородиці, що прикрашає купол, виконана Корреджо в 1526—1530 роках.

## Галерея

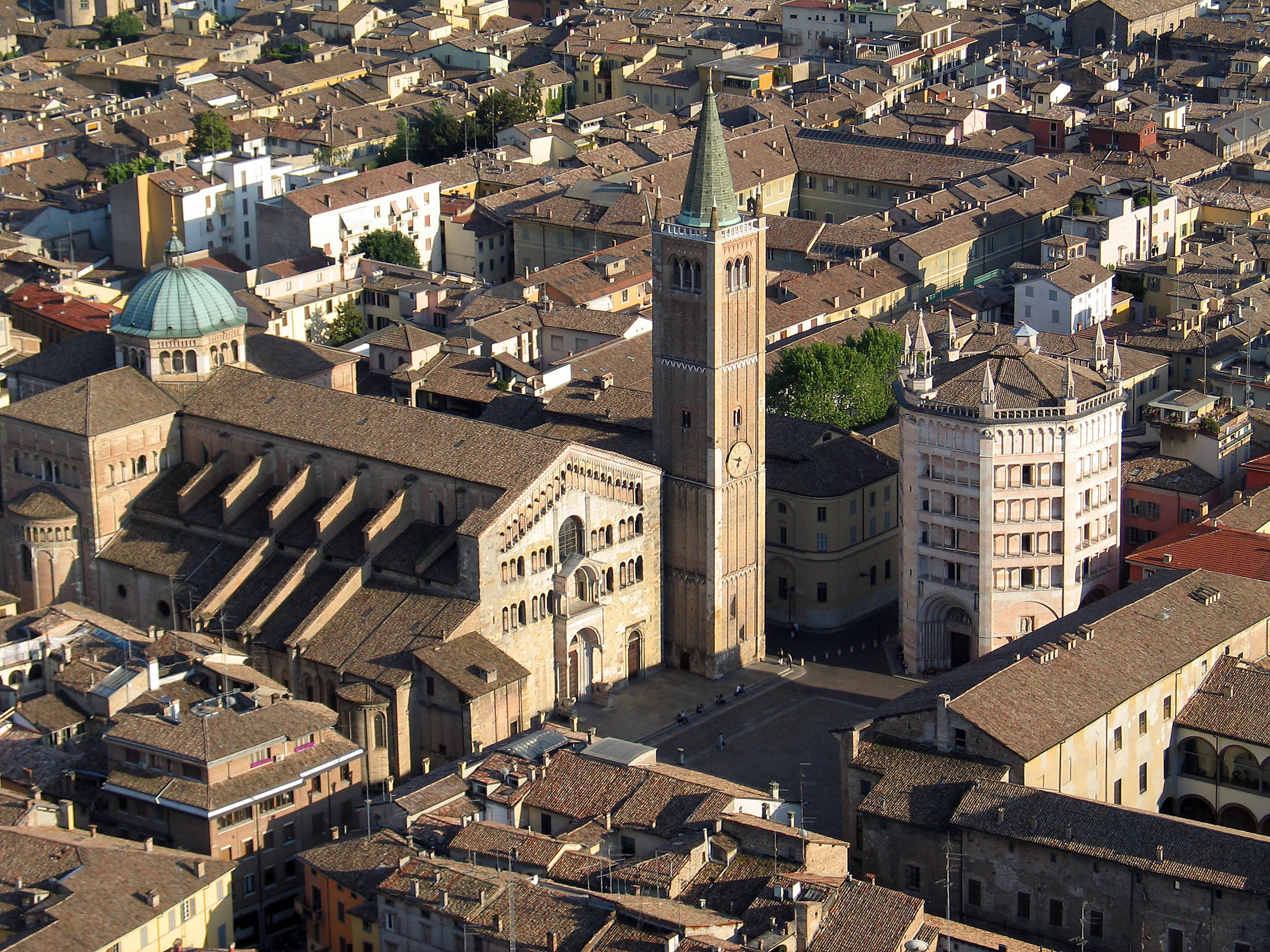
Вид з повітря на Пармський собор з його дзвіницею
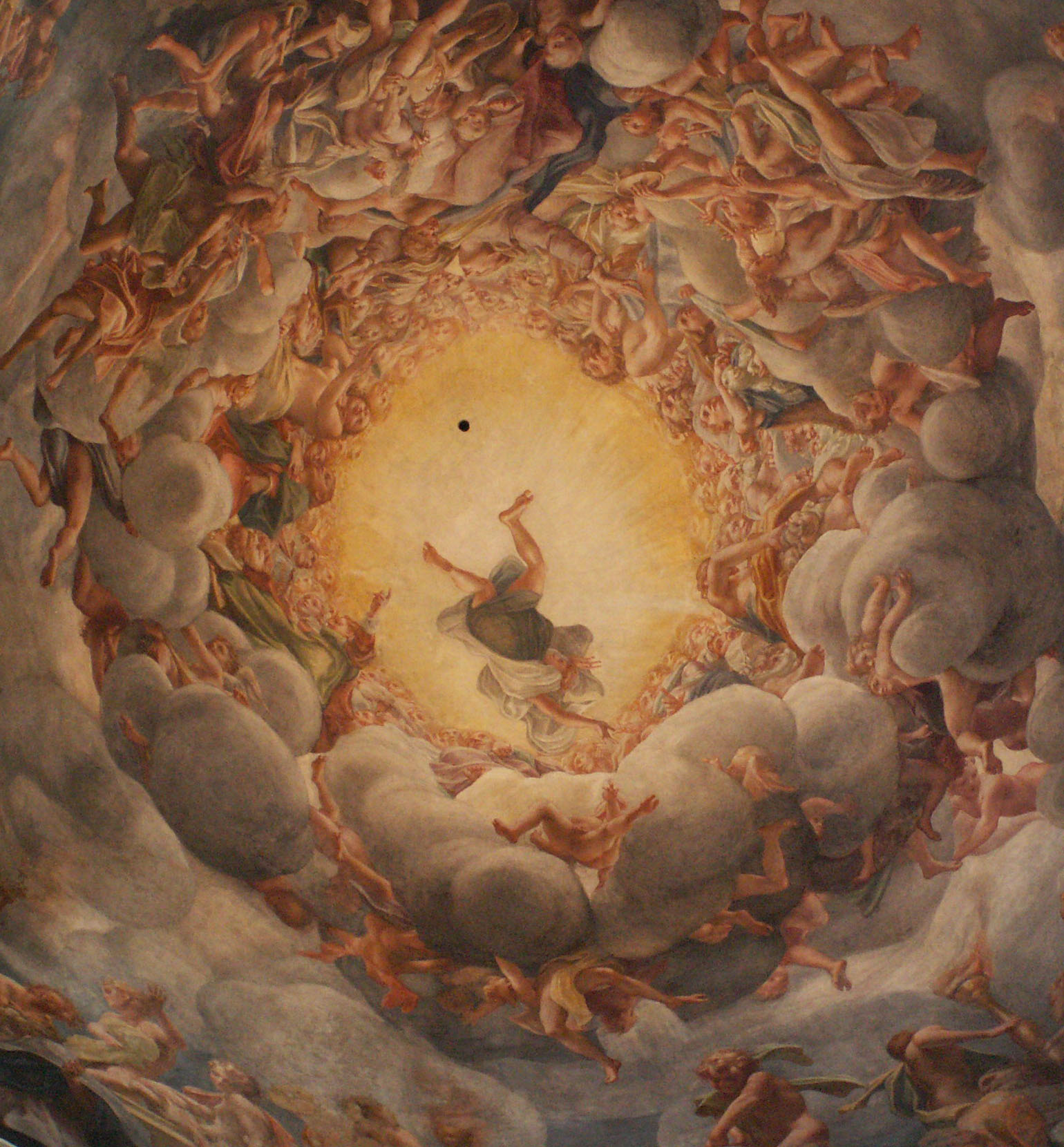
Ілюзіоністична купольна фреска Успіння Антоніо да Корреджо
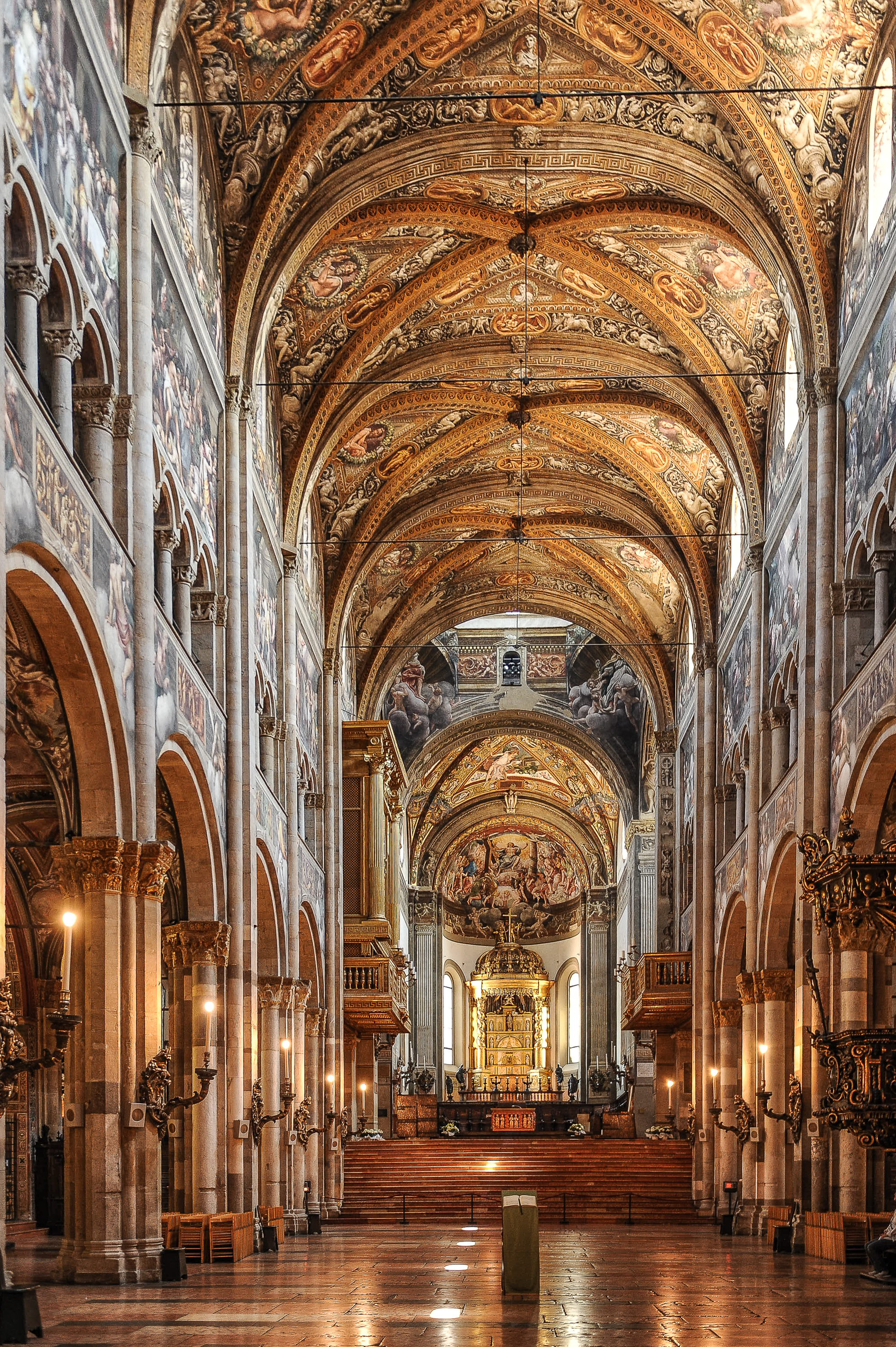
Інтер'єр
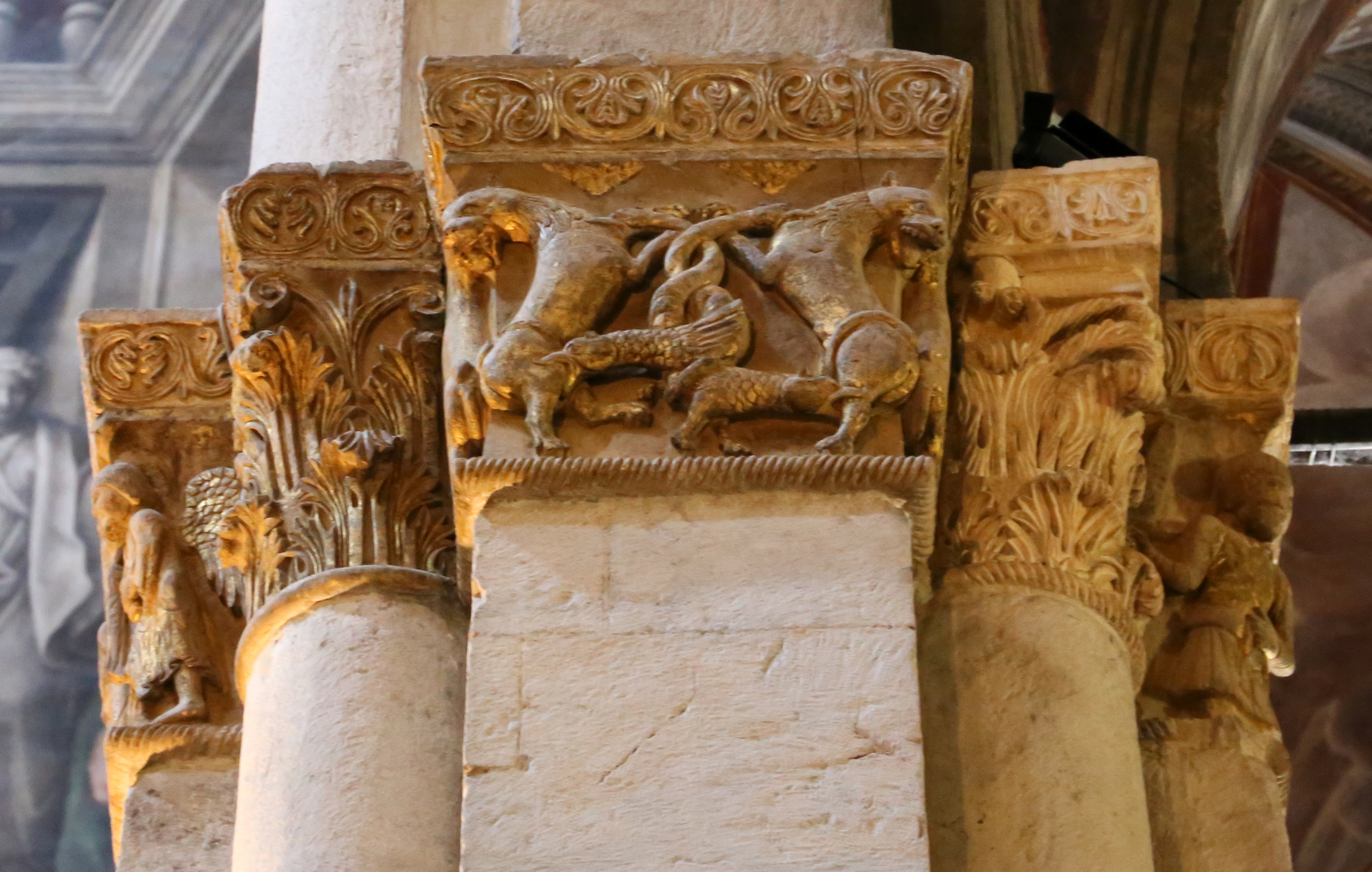
Капітелі